# Sucha (gmina)
Sucha (od 1870 Białobrzegi) – dawna gmina wiejska istniejąca do 1870 roku w guberni radomskiej. Siedzibą władz gminy była Sucha.
Gminę zbiorową Sucha utworzono 13 stycznia 1867 w związku z reformą administracyjną Królestwa Polskiego. Gmina weszła w skład nowego powiatu radomskiego w guberni radomskiej.
Objęła miejscowości: Andrzejów (w.), Brzeska Wola (w., f.), Borki (w., f.), Borki Stawiszyńskie (w., f.), Branica (w., f.), Brześce nad Pilicą (w., f.), Budy Biejkowskie (w.), Chruściechów (w., f.), Dąbrówka (w.), Dembniak (w., f.), Jakubów (w., f.), Jasionna (w., f.), Jeruzal (w.), Kamień (w., f.), Klamy (w.), Klamy Korzeńskie (w.), Korzeń (w., f.), Kożuchów (w., f.), Mikówka (w., f.), Pohulanka (w.),  Pokrzywna (w., f.), Redlin (w., f.), Sucha (w., f.), Suski Młynek (w.), Stawiszyn (w., f.), Szczyty (w., f.), Turna (w.), Wincentów (w.), Witaszyn Karczma (w., f.) i Wola Kożuchowska Karczma (w., f.).
13 stycznia 1870 gmina została zniesiona w związku z przyłączeniem do niej zniesionego miasta Białobrzegi i jednoczesnym przemianowaniem jednostki na gminę Białobrzegi; jednocześnie odłączono od niej wsie Andrzejów, Brzeska Wola, Brześce nad Pilicą, Pohulanka, Pokrzywna, Szczyty i Wincentów, włączając je do gminy Stromiec.